# Вулверстон-холл
Вулверстон-холл (англ. Woolverstone Hall) — здание I класса в городе Ипсуич в Англии, то есть здание, представляющее особый интерес. Построено в 1776 году в палладианском стиле по заказу Уильяма Бернерса архитектором Джоном Джонсоном. Большой загородный дом расположен в восьми километрах к югу от центра города Ипсуич на территории в тридцать два гектара на берегу реки Оруэлл. Ныне в здании находится школа для девочек.
Первое поселение на месте строения датируется 2500 годом до н.э. Здесь жили древние римляне, викинги, бритты и англосаксы. По преданию, вождь викингов по имени Вульф принёс в жертву богам местного жителя на монолитном камне, что и дало название поселению «Вульфов камень». В «Книге Судного дня» упоминаются две местные усадьбы, которые были объединены в XIII веке и находились во владении нескольких семей до 1773 года, когда были куплены за четырнадцать тысяч фунтов стерлингов Бернерсом. Уильям Бернерс владел улицей в Лондоне, которая позже была названа его именем. В 1776 году он построил Вулверстон-холл. В 1793 году, в память об отце, его сын Чарльз Бернерс, верховный шериф Суффолка, установил перед зданием обелиск высотой в двадцать девять метров, который был поврежден и снесён во время Второй мировой войны. В 1823 году здание было изменено и дополнено архитектором Томасом Хоппе, при котором у дома появились боковые крылья.
В 1880-х годах усадьба перешла к брату Чарльза Бернерса, Генри Денни Бернерсу, архидьякону Суффолка. Следующим владельцем Вулверстон-холла стал его сын Джон Бернерс, а в 1886 году брат последнего Хью Бернерс, капитан Королевского флота. Затем усадьба служила резиденцией Чарльзу Хью Бернерсу, верховного стюарда Харвича в Эссексе, правнуку её основателя. В 1937 году Вулверстон-холл был продан Оксфордскому университету . Во время Второй мировой войны здание было реквизировано для размещения в нём военно-морского учебного заведения. В 1950 году Совет графства Лондон учредил в нём школу-интернат для мальчиков, или школу Вулверстон-холла. 22 февраля 1955 года усадьба была внесена в список зданий I класса в Англии. В 1992 году имущество было продано в школьному тресту «Гёрлс Дэй Траст», который разместил в Вулверстон-холле среднюю школу Ипсуича.
Здание состоит из центрального блока с фланговыми крыльями, соединенными колоннадами . Центральный блок состоит из трех этажей: подвала, первого этажа и чердака, и имеет на центральной части фасада фронтон, поддерживаемый четырьмя ионическими колоннами. Дом построен из вулпитского кирпича с орнаментом из коудского камня. Главные жилые помещения вначале располагались в центральном блоке, а крылья занимали офисы, кухня, кладовые, прачечная и варочный цех. Реконструкция XX века добавила двухэтажные одноуровневые связи с крыльями и чердак.
В интерьере здания сохранились оригинальные камины в адамском стиле и потолки, украшенные золотым листом. Скромная лестница имеет кованую железную балюстраду в виде жимолости. Комнаты украшены картинами старинных и современных художников. Музыкальная комната была преобразована в библиотеку.
Прилегающий к Вулверстон-холлу лесистый парк занимает территорию в сто шестьдесят два гектара и простирается до реки Оруэлл, на другом берегу которой находится Оруэлл-парк. Ранее здесь обитали олени. Из самого здания открывается вид на реку и деревню Нактон.